# Erebia restricta
Erebia restricta är en fjärilsart som beskrevs av Hans Ferdinand Emil Julius Stichel 1908. Erebia restricta ingår i släktet Erebia och familjen praktfjärilar. Inga underarter finns listade i Catalogue of Life.